# Surprise! Surprise!
 (février 2024).
Si vous disposez d'ouvrages ou d'articles de référence ou si vous connaissez des sites web de qualité traitant du thème abordé ici, merci de compléter l'article en donnant les références utiles à sa vérifiabilité et en les liant à la section « Notes et références ».
Surprise! Surprise! est un recueil de douze nouvelles écrites par Agatha Christie, publié aux États-Unis en 1966. Il a été réédité en 1982 chez Dell Publishing Company avec une nouvelle supplémentaire.
Toutes les nouvelles composant le recueil ont déjà été publiées aux États-Unis dans d'autres recueils. Il n'existe pas d'équivalent à ce recueil au Royaume-Uni ou en France, les nouvelles faisant partie d'autres recueils.
Le recueil est majoritairement composé de nouvelles policières, seule la nouvelle no 4 est du genre fantastique. Le recueil met en scène de nombreux personnages récurrents d'Agatha Christie : Hercule Poirot (nouvelles nos 1, 2, 3, 9, 11 et 13), Miss Marple (nouvelles nos 5 et 6), Harley Quinn (nouvelle no 7) et Parker Pyne (nouvelle no 8).

## Composition du recueil de 1966
1. Double Sin (Double Manœuvre)
2. The Arcadian Deer (La Biche aux pieds d'airain)
3. The Adventure of Johnnie Waverly (L'Enlèvement de Johnnie Waverly)
4. Where There’s A Will (T.S.F.)
5. Greenshaw’s Folly (Le Policeman vous dit l'heure)
6. The Case of the Perfect Maid (Une perle)
7. At the Bells and Motley (L'Auberge du fou aux clochettes)
8. The Case of the Distressed Lady (La Dame désolée)
9. The Third Floor Flat (L'Appartement du troisième)
10. The Mystery of the Spanish Shawl (L'Aventure de Mr Eastwood)
11. The Cornish Mystery (Le Mystère des Cornouailles)
12. The Witness for the Prosecution (Témoin à charge)

## Supplément de l'édition de 1982
Dans la réédition du recueil en 1982, une nouvelle est rajoutée aux douze déjà présentes :
- The Plymouth Express (L'Express de Plymouth)